# オックス・ベル・ハ
オックス・ベル・ハ・システム（Sistema Ox Bel Ha、マヤ語「水の3つの道」から、短く Ox Bel Ha とも)はメキシコ、キンタナ・ロー州にある洞窟系。世界で最も長い、探検済みの水中洞窟であり、地上の洞窟も含めて4番目に長いとされていた。2017年5月時点で、水中の通路の調査された長さは270.2キロメートルである。この洞窟系には140以上のセノーテが存在する。
2018年1月に、それまで第2位とされていた同じキンタナ・ロー州のサク・アクトゥン洞窟系が第4位のドス・オホス洞窟系とつながっていることが明らかになり、両者をつなげると全長346キロで世界最長の水中洞窟になることが判明した。

## 発見
ナランハル・サブシステムはオックス・ベル・ハの一部である。サブシステム内で3体の先史時代の人間の遺体が発見された。ジェイルハウス・セノーテあるいはLas Palmas（スペイン語で「手のひら」）はムクナルおよびラス・パルマス洞窟の入り口に位置する。18～20歳の女性、『ナハロンのイブ』（13,454±117 cal BP）の骨格がジェイルハウス・セノーテの入り口から約368 m (1,207 ft)離れた場所で発見された。44～50歳の女性、『ラス・パルマスの婦人』（8,937±203 cal BP）の骨格は、ジェイルハウス・セノーテの入り口から約2 km (1.2 mi)離れた場所で発見された。ナランハル・サブシステムの一部であるムクナル洞窟には、40～50歳の男性、『ムクナル爺さん』 (9,600 cal BP)の遺骨が含まれていた。サブシステム内の他の2つの骨格とは異なり、『ムクナル爺さん』は二次葬の証拠を示している。これらの骨格の分析は、オックス・ベル・ハが埋葬儀礼の重要な場所として使用された可能性が高いことを示している。

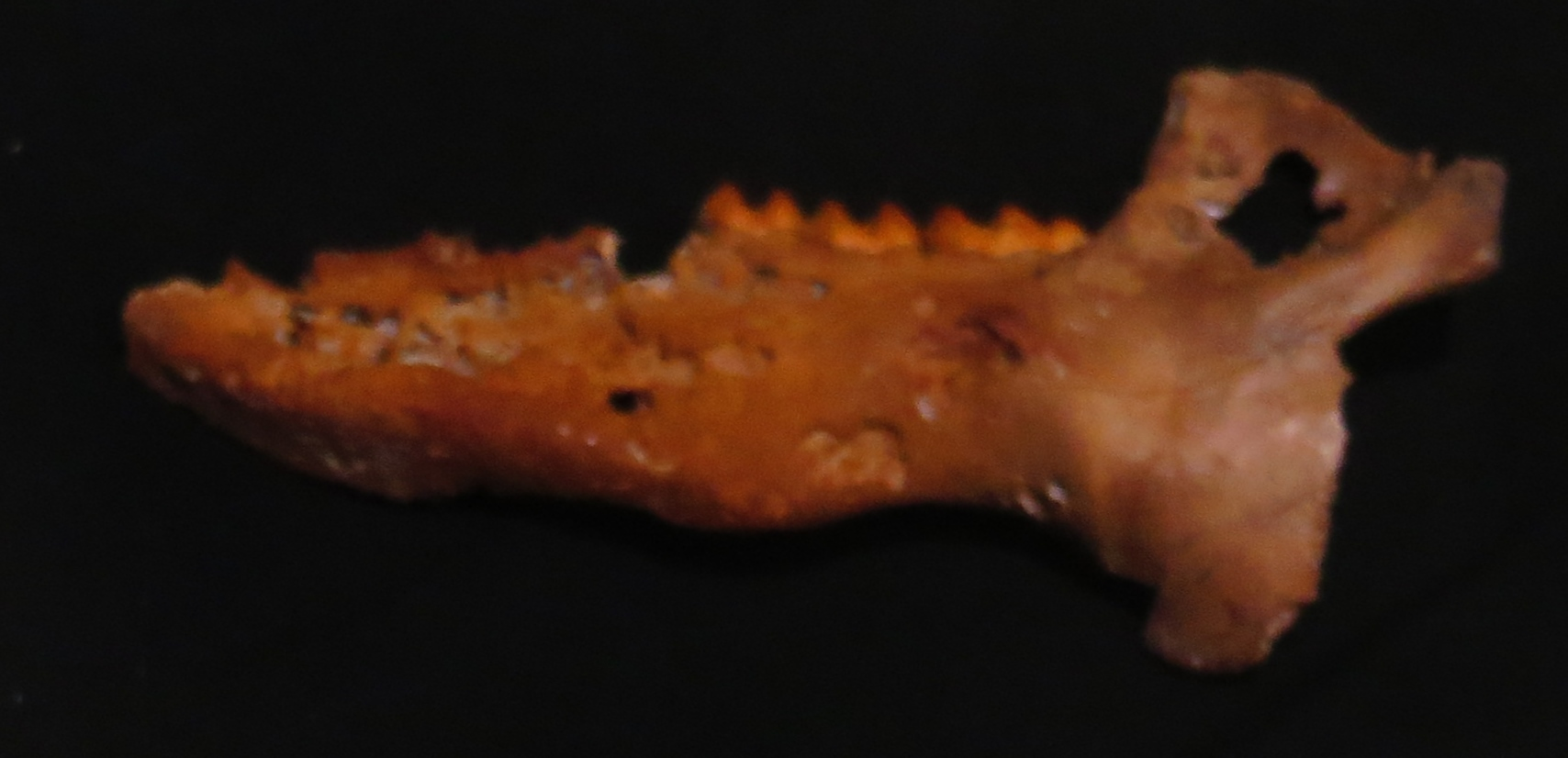
Muknalia minimaの下顎骨

オックス・ベル・ハ・システムのムクナル洞窟で発見された下顎骨の化石から、絶滅したペッカリーの新しい属と種である Mukunalia minima が特定された。
しかしながら、その後になってこれはクビワペッカリーの後行異名であることが認識された
。